# ورتیوکستین
ورتیوکستین، که با نام‌های تجاری Trintellix و Brintellix فروخته می‌شود، دارویی است که برای درمان اختلال افسردگی عمده استفاده می‌شود. اثربخشی آن، مشابه با سایر داروهای ضدافسردگی در نظر گرفته می‌شود. در انگلستان، مصرف آن فقط در افرادی توصیه می‌شود که با دو داروی ضد افسردگی دیگر بهبود کافی نداشته باشند. این دارو به صورت خوراکی مصرف می‌شود.
عوارض جانبی شایع عبارتند از تهوع، استفراغ، یبوست، و اختلال عملکرد جنسی است. عوارض جانبی جدی ممکن است شامل تمایل به خودکشی در افراد زیر ۲۵ سال، سندرم سروتونین، خونریزی، شیدایی و SIADH باشد. در صورت قطع ناگهانی دارو یا کاهش دوز ممکن است سندرم ترک ایجاد شود. مصرف در دوران بارداری و شیردهی به‌طور کلی توصیه نمی‌شود. به عنوان تعدیل کننده و محرک سروتونین طبقه‌بندی می‌شود. نحوه عملکرد آن کاملاً مشخص نیست، اما اعتقاد بر این است که با افزایش سطح سروتونین و احتمالاً تعامل با گیرنده‌های خاص سروتونین مرتبط است.
این دارو در سال ۲۰۱۳ برای استفاده پزشکی در ایالات متحده تأیید شد. در سال ۲۰۱۷، با بیش از یک میلیون نسخه، سیصد و دوازدهمین داروی رایج در ایالات متحده بود.

## شیمی
ورتیوکستین (۱-[۲-(۴٬۲-دی‌متیل‌فنیل‌سولفانیل)فنیل]پیپرازین) یک بی-آریل-سولفانیل آمین و همچنین مشتق پیپرازین است. بر اساس گزارش ارزیابی عمومی استرالیا، مقادیر ثابت تفکیک اسیدی (pKa) برای ورتیوکستین هیدروبرومید ۹٫۱ (۰٫۱±) و ۳٫۰ (۰٫۲±) تعیین شد.